# Сізов Олександр
Олександр Сізов (16 червня 1988 , Харків ) — колишній український баскетболіст, гравець Запоріжжя. Гравець збірної України на Євробаскеті 2015 року.

## Досягнення
Хімік
- Бронзовий призер чемпіонату України (2): 2007/08, 2008/09

 Дніпро
- Чемпіон України (1): 2019/20
- Срібний призер чемпіонату України (2): 2014/15, 2017/18
- Володар Кубку України (3): 2017, 2018, 2019
- Фіналіст Кубку України (1): 2015

 Запоріжжя
- Срібний призер чемпіонату України (1): 2020/21